# Stig Kanger
Stig Kanger est un philosophe et logicien suédois. Il est né en 1924, et mort en 1988. Il a été professeur de philosophie théorique à l'université d'Uppsala de 1968 jusqu’à sa mort. C'est un des représentants de la tradition de philosophie analytique nordique (Scandinavie plus Finlande), qui comprend aussi des gens comme Jaakko Hintikka (Finlande), Ingmar Pörn (Finlande), Georg von Wright (Finlande), Dagfinn Follesdal (Norvège). 

## Travaux
Stig Kanger a participé à l'émergence de la sémantique dite model-theoretic pour la logique modale (notamment en proposant l'ébauche de ce qu'on appellera par la suite les relations d'accessibilité, utilisées dans la sémantique des mondes possibles), même si on retient beaucoup plus souvent les travaux de Saul Kripke, ou de Jaakko Hintikka. Assez discret, ayant peu écrit, ses articles sont souvent lapidaires et techniques. Il a beaucoup travaillé sur la formalisation logique de l'action et des normes, ainsi que sur la théorie de la démonstration. Il est ainsi l'auteur d'une typologie des normes pour laquelle il s'est inspiré des travaux de W. N. Hohfeld (juriste américain du début du XXe siècle). 
Sa femme, Helle Kanger, a ainsi proposé une analyse logique de la déclaration des droits de l’homme de 1948 selon la typologie de Stig.